# Milan Nitrianský
Milan Nitrianský (* 13. prosince 1990, Prachatice) je profesionální český fotbalový obránce a bývalý mládežnický reprezentant, který v současnosti působí v českém klubu 1.FK Příbram.

## Klubová kariéra
S fotbalem začínal v rodných Prachaticích a ve třinácti letech přešel do SK Dynama České Budějovice. V Dynamu fotbalově vyrostl a 28. září 2008 se poprvé objevil v sestavě prvoligového "A"-týmu (tehdy pouze na lavičce střídajících). Svou prvoligovou premiéru ale zaznamenal až 5. dubna 2009, kdy nastoupil v základní sestavě v zápase proti FK Baumit Jablonec. Odehrál celých 90 minut a jeho tým prohrál 0:2. V úvodní ligové sezoně odehrál celkem 155 minut ve 4 zápasech, ve kterých neskóroval.
Pro sezonu 2009/2010 byl odeslán na hostování do druholigového klubu FC Zenit Čáslav, kde strávil celou sezonu. Po jejím skončení se vrátil zpět do Českých Budějovic. V podzimní polovině sezony 2010/2011 sice nastoupil jen na pouhé 2 minuty, ale to si vynahradil v jarní části. V té pravidelně nastupoval v základní sestavě a vstřelil i 2 branky. Tu premiérovou 18. března 2011 v zápase proti Viktorii Plzeň. Jeho tým však podlehl svému soupeři 1:2.
Začátek sezony 2011/12 odehrál Milan Nitrianský v dresu Dynama, ale po třech zápasech byl prodán do klubu SK Slavia Praha. Odhadovaná suma vyrovnání se pohybovala okolo 10 milionů korun. Po přestupu se stal členem základní sestavy klubu.
V únoru 2015 odešel na půlroční hostování do klubu 1. FK Příbram. 17. 2. 2015 podepsal s předstihem smlouvu s italským druholigovým klubem US Avellino, kam zamířil v létě 2015. 19. 12. 2015 rozhodl výstavním gólem z trestného kopu z cca 30 metrů o výhře 1:0 nad týmem Como Calcio. Vzhledem k výsledku šlo o vítězný gól.
12. července 2016 se vrátil do české ligy, podepsal roční smlouvu se Slovanem Liberec.
V lednu 2017 se po testech dohodl na jedenapůlroční smlouvě s Bohemians 1905.

## Reprezentační kariéra

### Mládežnické reprezentace
Milan Nitrianský debutoval v reprezentaci do 18 let již 28. srpna 2007, tedy ve věku 16 let. Za mládežnické reprezentace nastupoval nepřetržitě do 23. května 2009, kdy měl přestoupit do starší reprezentace. Zároveň s tím odešel hostovat do 2. ligy (FC Zenit Čáslav), čímž načas zmizel z reprezentace. Vrátil se až po návratu do Českých Budějovic zápasem se Slovenskem (U20, 2:2).
Zúčastnil se kvalifikace na Mistrovství Evropy hráčů do 21 let 2013 konané v Izraeli, kde Česká republika obsadila s 20 body první místo v konečné tabulce skupiny 3. Nitrianský skóroval 10. srpna 2011 proti Andoře (výhra 8:0). ČR se na závěrečný šampionát neprobojovala přes baráž, v níž vypadla po prohře 0:2 doma a remíze 2:2 venku s Ruskem.

### Reprezentační góly
Góly Milana Nitrianského v české reprezentaci do 21 let 
| Gól | Datum       | Stadion                           | Soupeř  | Skóre (min.) | Výsledek | Soutěž                      |
| --- | ----------- | --------------------------------- | ------- | ------------ | -------- | --------------------------- |
| 010 | 10. 8. 2011 | Městský stadion v Mladé Boleslavi | Andorra | 04:0 0(47.)  | 8:0      | kvalifikace na ME „21“ 2013 |